# Sumène (dopływ Loary)
Sumène – rzeka we Francji, przepływająca przez teren departamentu Górna Loara, o długości 24,9 km. Stanowi prawy dopływ rzeki Loary.